# 比爾阿普 (喬治亞州)
比爾阿普（英語：Bill Arp）是位於美國喬治亞州道格拉斯縣的一個非建制地區。該地的面積和人口皆未知。

## 地理
比爾阿普的座標為33°40′12″N 84°48′21″W / 33.67000°N 84.80583°W，而該地的平均海拔高度為336米（即1102英尺）。